# ويليام فريدريك كوش
ويليام فريدريك كوش (بالإنجليزية: William Frederick Koch)‏ هو معالج مثلي ‏ أمريكي، ولد في 1885، وتوفي في 1967.